# 1636: Море удачі
«1636: Море удачі» (англ. 1636: Seas of Fortune) — антологія оповідань Айвера Купера, дія якої відбувається в серії «1632». Антологія вийшла в США 7 січня 2014 року. Він поділений на дві приблизно однакові за довжиною новели частини, «Витягування» і «Висхідне сонце». Кожна частина («коса») складається з кількох пов'язаних («заплетених») оповідань, сім у випадку «Витягування» і п'ять у «Висхідне сонце». Компіляція була опублікована в м'якій обкладинці для продажу в 2014 році та в м'якій обкладинці для масового ринку у 2015 році. Книга отримала помірні рецензії з поважними продажами. Дія «Витягування» відбувається на півночі Південної Америки та Карибського басейну, а «Висхідне сонце» — в Японії, у північній частині Тихого океану та на західному узбережжі Північної Америки.
Шість із семи історій «Витягування» раніше були випущені в електронному вигляді в онлайн-версії Grantville Gazette у серійній формі, починаючи з 11-го тому й продовжуючи шістьма частинами до 21-го тому. Ця частина містить дві теми, одна з яких зосереджена на Марії Ворст, навченій у Ґрантвіллі неробі, яка очолює експедицію до території сучасного Суринаму, щоб створити колонію, яка могла б експортувати каучук, боксити, мінерали, тропічні продукти та інші природні ресурси, які не є доступні в Європі, але необхідні для підтримки промислового розвитку Ґрантвіля, а інші напрямки зосереджені на Енріке Перейра да Коста, португальському Марану (таємний єврей) і його зведеному брату, слузі Маурісіо, який кочує джунглями Бразилії в пошуках каучукових дерев.
Усі оповідання «Висхідного сонця» були вперше опубліковані в цій антології. Ця частина в першу чергу розповідає про розширення Японської імперії, яке є відповіддю на введення історичних книг, отриманих із Ґрантвіля. Основна сюжетна лінія зосереджена на вигнанні японських християн до Каліфорнії, щоб заснувати колонію в околицях затоки Монтерей, яка буде використовувати ресурси Північної Америки, а також перешкоджатиме європейській експансії до Тихого океану. Цю колонізаційну експедицію очолює Дате Масамуне. Лише перша історія («Куди летить зозуля») і частина другої історії («Опале листя») відбуваються в Японії.

## Літературне значення та відгуки
Про це пише оглядач для SFRevu «Це рідкісна колекція зі спільного всесвіту. Існує досить низька планка для входу, оскільки жодна дія насправді не залежить від основної дії серії „Вогняне кільце“… Купер досліджує частину світу, яка має рідко згадується». The Midwest Book Review пише: «Обидві серії розширюють всесвіт „Вогняного кільця“ на нову або раніше обмежену географію та культуру» та «побудовані на реальних подіях, посилених історичними фантазіями, але з приємною родзинкою Ґрантвіля». Хоча він «наполегливо рекомендує» книгу, рецензент Fistful of Wits написав, що він «не очікував, що це буде серія здебільшого взаємопов'язаних оповідань» і що, «як і слід було очікувати від збірки оповідань на кшталт цієї, вона не розповідає повної історії жодного з персонажів». Проте, він додав, що йому «сподобалися місця дії, сподобалися персонажі і те, куди Купер їх обох повів».
«1636: Море удачі» майже не потрапили до списку Locus Trade Paperback List у 2014 році, але досягли успіху, щоб посісти друге місце.